# Elisa Gebhard
Elisa Sisko Gabriela Gebhard, född 1993 i Helsingfors, är en finländsk politiker (Socialdemokraterna). Hon är ledamot av Finlands riksdag sedan 2023.
Gebhard blev invald i riksdagsvalet 2023 med 5 872 röster från Helsingfors valkrets.